# Magnistipula multinervia
Magnistipula multinervia es un árbol de la familia Chrysobalanaceae. Se cree que solo quedan cuatro ejemplares, por lo que se considera especie en peligro crítico de extinción.
El árbol fue descubierto en 2010 en Camerún, en el Parque nacional de Korup por el botánico Xander van der Burgt. Es la decimotercera especie descubierta de Magnistipula. Alcanza los 41 m de altura y sus hojas son relativamente pequeñas, de 7 a 10 cm de longitud, hirsutas en su parte inferior, con estípulas de 12 mm de largo y 1,5 a 2 mm de ancho. Las hojas tienen de 10 a 20 venas paralelas longitudinales (de ahí su nombre) y el margen dentado. El fruto del árbol es una drupa de 6 cm de diámetro. 
Su hábitat es un bosque primario del sudoeste de Camerún, en África, a 100 m de altitud, en una zona arenosa bien drenada, en una de las zonas más lluviosas del mundo, con una media de 5040 mm anuales y una estación seca entre diciembre y febrero, con menos de 100 mm mensuales. 